# Alfio Oviedo
Alfio Ovidio Oviedo Álvarez (Ypacaraí, 18 dicembre 1995) è un calciatore paraguaiano, attaccante del Tigre.

## Caratteristiche tecniche
È un centravanti.

## Carriera

### Club
Ha esordito fra i professionisti il 16 dicembre 2012 con la maglie del Rubio Ñu in occasione dell'incontro di División Profesional vinto 1-0 contro il Guaraní.

### Nazionale
Il 2 luglio 2017 ha esordito con la nazionale paraguaiana disputando l'amichevole persa 2-1 contro il Messico.

## Statistiche

### Presenze e reti nei club
Statistiche aggiornate al 28 aprile 2025.
| Stagione             | Squadra              | Campionato           | Campionato | Campionato | Coppe nazionali | Coppe nazionali | Coppe nazionali | Coppe continentali | Coppe continentali | Coppe continentali | Altre coppe | Altre coppe | Altre coppe | Totale | Totale | Totale |
| Stagione             | Squadra              | Comp                 | Pres       | Reti       | Comp            | Pres            | Reti            | Comp               | Pres               | Reti               | Comp        | Pres        | Reti        | Pres   | Reti   |        |
| -------------------- | -------------------- | -------------------- | ---------- | ---------- | --------------- | --------------- | --------------- | ------------------ | ------------------ | ------------------ | ----------- | ----------- | ----------- | ------ | ------ | ------ |
| 2012                 | Rubio Ñu             | PD                   | 1          | 0          | -               | -               | -               | -                  | -                  | -                  | -           | -           | -           | 1      | 0      |        |
| 2013                 | Rubio Ñu             | PD                   | 0          | 0          | -               | -               | -               | -                  | -                  | -                  | -           | -           | -           | 0      | 0      |        |
| 2014                 | Rubio Ñu             | PD                   | 4          | 1          | -               | -               | -               | -                  | -                  | -                  | -           | -           | -           | 4      | 1      |        |
| 2015                 | Rubio Ñu             | PD                   | 18         | 1          | -               | -               | -               | -                  | -                  | -                  | -           | -           | -           | 18     | 1      |        |
| Totale Rubio Ñu      | Totale Rubio Ñu      | Totale Rubio Ñu      | 23         | 2          |                 | -               | -               |                    | -                  | -                  |             | -           | -           | 23     | 2      |        |
| 2016                 | Independiente        | SD                   | 25         | 20         | -               | -               | -               | -                  | -                  | -                  | -           | -           | -           | 25     | 20     |        |
| 2017                 | Independiente        | PD                   | 17         | 11         | -               | -               | -               | -                  | -                  | -                  | -           | -           | -           | 17     | 11     |        |
| Totale Independiente | Totale Independiente | Totale Independiente | 42         | 31         |                 | -               | -               |                    | -                  | -                  |             | -           | -           | 42     | 31     |        |
| 2017                 | Cerro Porteño        | PD                   | 19         | 8          | -               | -               | -               | CS                 | 4                  | 1                  | -           | -           | -           | 23     | 9      |        |
| 2018                 | Cerro Porteño        | PD                   | 21         | 4          | -               | -               | -               | CL                 | 4                  | 0                  | -           | -           | -           | 25     | 4      |        |
| 2018-2019            | Newell's Old Boys    | PD                   | 10         | 1          | CA              | 2               | 0               | -                  | -                  | -                  | -           | -           | -           | 12     | 1      |        |
| 2019                 | Libertad             | PD                   | 6          | 2          | -               | -               | -               | CL                 | 1                  | 0                  | -           | -           | -           | 7      | 2      |        |
| 2020                 | Libertad             | PD                   | 5          | 2          | -               | -               | -               | CL                 | 2                  | 0                  | -           | -           | -           | 7      | 2      |        |
| 2021                 | Libertad             | PD                   | 7          | 0          | -               | -               | -               | CL+CS              | 2+4                | 0+1                | -           | -           | -           | 13     | 1      |        |
| 2021                 | Guaraní              | PD                   | 16         | 6          | -               | -               | -               | -                  | -                  | -                  | -           | -           | -           | 16     | 6      |        |
| 2022                 | Cerro Porteño        | PD                   | 31         | 8          | -               | -               | -               | CL                 | 5                  | 0                  | -           | -           | -           | 36     | 8      |        |
| 2023                 | Libertad             | PD                   | 8          | 2          | CP              | 0               | 0               | CL                 | 6                  | 0                  | -           | -           | -           | 14     | 2      |        |
| Totale Libertad      | Totale Libertad      | Totale Libertad      | 26         | 6          |                 | 0               | 0               |                    | 15                 | 1                  |             | -           | -           | 41     | 7      |        |
| 2023                 | Cerro Porteño        | PD                   | 17         | 6          | -               | -               | -               | -                  | -                  | -                  | -           | -           | -           | 17     | 6      |        |
| 2024                 | Cerro Porteño        | PD                   | 7          | 1          | -               | -               | -               | CL                 | 2                  | 0                  | -           | -           | -           | 9      | 1      |        |
| Totale Cerro Porteño | Totale Cerro Porteño | Totale Cerro Porteño | 95         | 27         |                 | -               | -               |                    | 15                 | 1                  |             | -           | -           | 110    | 28     |        |
| 2024                 | Bolívar              | PD                   | 23         | 9          | -               | -               | -               | CL                 | 2                  | 0                  |             | -           | -           | 25     | 9      |        |
| 2025                 | Tigre                | PD                   | 8          | 2          | CA              | 1               | 2               | -                  | -                  | -                  | -           | -           | -           | 9      | 4      |        |
| Totale carriera      | Totale carriera      | Totale carriera      | 243        | 84         |                 | 3               | 2               |                    | 32                 | 2                  |             | -           | -           | 278    | 88     |        |

### Cronologia presenze e reti in nazionale
| Cronologia completa delle presenze e delle reti in nazionale ― Paraguay | Cronologia completa delle presenze e delle reti in nazionale ― Paraguay | Cronologia completa delle presenze e delle reti in nazionale ― Paraguay | Cronologia completa delle presenze e delle reti in nazionale ― Paraguay | Cronologia completa delle presenze e delle reti in nazionale ― Paraguay | Cronologia completa delle presenze e delle reti in nazionale ― Paraguay | Cronologia completa delle presenze e delle reti in nazionale ― Paraguay | Cronologia completa delle presenze e delle reti in nazionale ― Paraguay |
| Data                                                                    | Città                                                                   | In casa                                                                 | Risultato                                                               | Ospiti                                                                  | Competizione                                                            | Reti                                                                    | Note                                                                    |
| ----------------------------------------------------------------------- | ----------------------------------------------------------------------- | ----------------------------------------------------------------------- | ----------------------------------------------------------------------- | ----------------------------------------------------------------------- | ----------------------------------------------------------------------- | ----------------------------------------------------------------------- | ----------------------------------------------------------------------- |
| 2-7-2017                                                                | Seattle                                                                 | Messico                                                                 | 2 – 1                                                                   | Paraguay                                                                | Amichevole                                                              | -                                                                       | 83’                                                                     |
| 19-11-2024                                                              | El Alto                                                                 | Bolivia                                                                 | 2 – 2                                                                   | Paraguay                                                                | Qual. Mondiali 2026                                                     | -                                                                       | 89’                                                                     |
| Totale                                                                  |                                                                         | Presenze                                                                | 2                                                                       |                                                                         | Reti                                                                    | 0                                                                       |                                                                         |